# Stanhope (carruagem)
|                        |            |
| País                   | Inglaterra |
| Data de criação        | séc. XIX   |
| Carruagens semelhantes | Gig        |

A Stanhope é uma carruagem pequena, para duas pessoas, com quatro rodas. Foi inventada no séc. XIX por Fitzroy Stanhope. Por volta do ano 1830 era muito utilizada para passeios citadinos nos subúrbios das cidades.